# Yersinia pseudotuberculosis
Yersinia pseudotuberculosis es una bacteria gramnegativa,  agente causal de una enfermedad parecida a la tuberculosis que afecta los nódulos linfáticos produciendo una adenitis o inflamación en animales y raramente a los humanos.
Más invasiva que Yersinia enterocolitica
Se conocen 6 tipos antigénicos O (I-VI) y 6 biotipos, pero el OI representa el 90 % de infecciones humanas.

## Transmisión
Transmitida al hombre por contacto con animales enfermos, consumo de alimentos y agua contaminados
Se ha descrito recientemente el síndrome de fiebre de Izumi que se asocia con la infección con Y. pseudotuberculosis.